# FIFA Manager 09
FIFA Manager 09 — игра из серии игр «Electronic Arts» о клубном футболе. Игра, как и прошлые годы, разрабатывалась «EA Canada» и издавалась «Electronic Arts» под брендом EA Sports. Официальный релиз состоялся 30 октября 2008 года в США, но ещё в конце сентября некоторые пользователи начали получать свои копии по сделанным заранее предзаказам. Демоверсии для PC появились намного раньше.

## Отзывы
| Русскоязычные издания | Русскоязычные издания |
| Издание               | Оценка                |
| --------------------- | --------------------- |
| «Игромания»           | 7/10                  |